# Schizocolea linderi
Schizocolea linderi är en måreväxtart som först beskrevs av John Hutchinson och John McEwan Dalziel, och fick sitt nu gällande namn av Cornelis Eliza Bertus Bremekamp. Schizocolea linderi ingår i släktet Schizocolea och familjen måreväxter. Inga underarter finns listade i Catalogue of Life.